# Entre todas las mujeres
Entre todas las mujeres és una pel·lícula espanyola del 1998 dirigida per Juan Ortuoste, amb guió d'aquest mateix amb Luis Eguiraun i Pedro Ugarte, basat en la novel·la d'aquest darrer Los cuerpos de las nadadoras. Fou coproduïda per les empreses bilbaïnes Lan Zinema i Sendeja Films amb escenaris al Metro de Bilbao. La seva estrena als cinemes va passar desapercebuda.

## Argument
Jorge Galíndez és un periodista i escriptor frustrat que es troba tancat a la presó per la seva relació amb una estafa promoguda per l'empresari promotor Enbeita. Allí recorda els esdeveniments dels darrers anys de la seva vida, principalment les seves atzaroses relacions sentimentals amb dones.

## Protagonistes
- Mikel Albisu...	Col·leccionista
- Teresa Andonegui...	Ana
- Ramón Barea...	Jorge
- Maiken Beitia...	Adelaida
- Mariví Bilbao	...	Beatrzi
- Teresa Calo...	Carmen
- Aitana Durán...	Vanessa
- Saturnino García...	Sangóniz
- Lander Iglesias...	Scottie
- Jone Irazabal	...	Julio
- Antonio Resines...	Enbeita